# Estancia Vieja de Arriba
Estancia Vieja de Arriba är en ort i Mexiko.   Den ligger i kommunen San Juan de los Lagos och delstaten Jalisco, i den centrala delen av landet, 400 km nordväst om huvudstaden Mexico City. Estancia Vieja de Arriba ligger 1 799 meter över havet och antalet invånare är 131.
Terrängen runt Estancia Vieja de Arriba är huvudsakligen platt, men österut är den kuperad. Runt Estancia Vieja de Arriba är det glesbefolkat, med 20 invånare per kvadratkilometer. Närmaste större samhälle är San Juan de los Lagos, 9,1 km norr om Estancia Vieja de Arriba. I omgivningarna runt Estancia Vieja de Arriba växer huvudsakligen savannskog.